# Hymne national de la Syrie
« Gardiens de la patrie » (en arabe : حماة الديار Ḥumāt ad-diyār) est l'hymne national de la Syrie, écrit par Khalīl Mardam Bik et composée par Muḥammad Flayfil en 1936.

## Paroles

### Paroles officielles
| Texte en arabe | Traduction française | |
| --- | --- | --- |
| \| Écriture arabe \| Écriture latine \| Transcription API \| \| ---------------------------------------------------------------------------------------------------------------------------------------------------------------------------------------------------------------------------------------------------------------------------------------------------------------------------------------------------------------------------------------------------------------------------------- \| --------------------------------------------------------------------------------------------------------------------------------------------------------------------------------------------------------------------------------------------------------------------------------------------------------------------------------------------------------------------------------------------------------------------------------------------------------------------------------------------------------------------------------------------------------------- \| ------------------------------------------------------------------------------------------------------------------------------------------------------------------------------------------------------------------------------------------------------------------------------------------------------------------------------------------------------------------------------------------------------------------------------------------------------------------------------------------------------------------------------------------------------------------------------------------------------------------------------------------------------------------------------------------------------------------------------- \| \| حُـماةَ الـدِّيارِ عليكمْ سـلامْ ّأبَتْ أنْ تـذِلَّ النفـوسُ الكرامّ عـرينُ العروبةِ بيتٌ حَـرام وعرشُ الشّموسِ حِمَىً لا يُضَامْ 𝄇 ربوعُ الشّـآمِ بـروجُ العَـلا تُحاكي السّـماءَ بعـالي السَّـنا 𝄆 فأرضٌ زهتْ بالشّموسِ الوِضَا سَـماءٌ لَعَمـرُكَ أو كالسَّـما رفيـفُ الأماني وخَفـقُ الفؤادْ عـلى عَـلَمٍ ضَمَّ شَـمْلَ البلادْ أما فيهِ منْ كُـلِّ عـينٍ سَـوادْ ومِـن دمِ كـلِّ شَـهيدٍ مِـدادْ؟ 𝄇 نفـوسٌ أبـاةٌ ومـاضٍ مجيـدْ وروحُ الأضاحي رقيبٌ عَـتيدْ 𝄆 فمِـنّا الوليـدُ و مِـنّا الرّشـيدْ فلـمْ لا نَسُـودُ ولِمْ لا نشيد؟[1] \| Ḥumāt ad-diyāri ‘alaykum salām Abat an-tadhilla an-nufūsu al-kirām ‘Arīnu al-‘urūbati baytun ḥarām Wa ‘arshu ash-shumūsi ḥiman lā yoḍām 𝄆 Rubū‘u ash-shaāmi burūju al-‘alā Tuḥākī as-samāa bi-‘ālī as-sanā 𝄇 Fa-arḍun zahat bīsh-shumūsi al-wiḍā Samāun la-‘amruka aw kas-samā Rafīfu al-amānī wa khafqu al-fuād ‘Ala ‘alamin ḍamma shamla al-bilād Amā fīhi min kulli ‘aynin sawād Wa min dami kulli shahīdin midād? 𝄆 Nufūsun ubātun wa māḍin majīd Wa rūḥu al-aḍāhi raqībun ‘atīd 𝄇 Fa-minnā al-Walido wa minnā ar-Rashid Fa-lim lā nasūdu wa lim lā nashīd? \| [ħʊ.mæːt æd.di.jæː.ri ʕɑ.læj.kʊm sæ.læːm] [ʔæ.bæt ʔæn tæ.ðɪl.læ‿n.nʊ.fuː.sʊ‿l.ki.rɑːm] [ʕɑ.riː.nʊ‿l.ʕʊ.ruː.bæ.ti bæj.tʊn ħɑ.rɑːm] [wɑ ʕɑr.ʃʊ‿ʃ.ʃʊ.muː.sɪ ħɪ.mæn læː jʊ.dˤɑːm] 𝄆 [rʊ.buː.ʕʊ‿ʃ.ʃæ.ʔæː.mi bʊ.ruː.ʒʊ.l‿ʕɑ.læː] [tʊ.ħæː.kiː‿s.sæ.mæː.ʔæ bɪ.ʕɑː.liː‿s.sæ.næː] 𝄇 [fɑ.ʔɑr.dˤʊn zæ.hæt bɪʃ.ʃʊ.muː.sɪ‿l.wɪ.dˤɑ] [sæ.mæː.ʔʊn læ.ʕɑm.ru.kæ ʔæw kæ‿s.sæ.mæː] [rɑ.fiː.fʊ‿l.ʔæ.mæː.ni wɑ χɑf.qʊ‿l.fu.ʔæːd] [ʕɑ.læː ʕɑ.læ.mɪn dˤɑm.mæ ʃæm.læ‿l.bi.læːd] [ʔæ.mæː fiː.hi mɪn kʊl.lɪ ʕɑj.nɪn sæ.wæːd] [wæ mɪn dæ.mi kʊl.li ʃæ.hiː.dɪn mi.dæːd] 𝄆 [nʊ.fuː.sʊn ʔu.bæː.tʊn wɑ mɑː.dˤɪn mæ.ʒiːd] [wɑ ruː.hʊ‿l.ʔɑ.dˤɑː.ħɪ rɑ.qɪː.bʊn ʕɑ.tiːd] 𝄇 [fæ.mɪn.næː‿l.wæ.liː.du wæ mɪn.næː‿r.ræ.ʃiːd] [fæ.lɪm læː næ.suː.du wæ lɪm læː næ.ʃiːd] \| | Défenseurs de la patrie, paix sur vous Notre noble esprit ne sera jamais soumis Soutien de l'arabisme, sanctuaire consacré Siège des étoiles, protection inviolable 𝄆 Les plaines de Syrie sont des tours dans les hauteurs Telles le ciel au-dessus des nuages 𝄇 Une terre resplendissante aux soleils éclatants Devenant un autre ciel, ou presque le ciel lui-même. Le flottement d'espoirs et le battement des cœurs, Sont sur ce drapeau qui a uni ce pays tout entier N'y a-t-il pas la noirceur de chaque œil, Et l'encre du sang de chacun de nos martyrs ? 𝄆 Nos esprits sont provocateurs et notre histoire est glorieuse, Et les âmes de nos martyrs sont de formidables gardiens. 𝄇 Al-Walid est une part de nous, tout comme al-Rachid, Pourquoi ne prospérerions-nous ni ne construirions-nous pas ? | |
| Écriture arabe | Écriture latine | Transcription API |
| حُـماةَ الـدِّيارِ عليكمْ سـلامْ ّأبَتْ أنْ تـذِلَّ النفـوسُ الكرامّ عـرينُ العروبةِ بيتٌ حَـرام وعرشُ الشّموسِ حِمَىً لا يُضَامْ 𝄇 ربوعُ الشّـآمِ بـروجُ العَـلا تُحاكي السّـماءَ بعـالي السَّـنا 𝄆 فأرضٌ زهتْ بالشّموسِ الوِضَا سَـماءٌ لَعَمـرُكَ أو كالسَّـما رفيـفُ الأماني وخَفـقُ الفؤادْ عـلى عَـلَمٍ ضَمَّ شَـمْلَ البلادْ أما فيهِ منْ كُـلِّ عـينٍ سَـوادْ ومِـن دمِ كـلِّ شَـهيدٍ مِـدادْ؟ 𝄇 نفـوسٌ أبـاةٌ ومـاضٍ مجيـدْ وروحُ الأضاحي رقيبٌ عَـتيدْ 𝄆 فمِـنّا الوليـدُ و مِـنّا الرّشـيدْ فلـمْ لا نَسُـودُ ولِمْ لا نشيد؟ | Ḥumāt ad-diyāri ‘alaykum salām Abat an-tadhilla an-nufūsu al-kirām ‘Arīnu al-‘urūbati baytun ḥarām Wa ‘arshu ash-shumūsi ḥiman lā yoḍām 𝄆 Rubū‘u ash-shaāmi burūju al-‘alā Tuḥākī as-samāa bi-‘ālī as-sanā 𝄇 Fa-arḍun zahat bīsh-shumūsi al-wiḍā Samāun la-‘amruka aw kas-samā Rafīfu al-amānī wa khafqu al-fuād ‘Ala ‘alamin ḍamma shamla al-bilād Amā fīhi min kulli ‘aynin sawād Wa min dami kulli shahīdin midād? 𝄆 Nufūsun ubātun wa māḍin majīd Wa rūḥu al-aḍāhi raqībun ‘atīd 𝄇 Fa-minnā al-Walido wa minnā ar-Rashid Fa-lim lā nasūdu wa lim lā nashīd? | [ħʊ.mæːt æd.di.jæː.ri ʕɑ.læj.kʊm sæ.læːm] [ʔæ.bæt ʔæn tæ.ðɪl.læ‿n.nʊ.fuː.sʊ‿l.ki.rɑːm] [ʕɑ.riː.nʊ‿l.ʕʊ.ruː.bæ.ti bæj.tʊn ħɑ.rɑːm] [wɑ ʕɑr.ʃʊ‿ʃ.ʃʊ.muː.sɪ ħɪ.mæn læː jʊ.dˤɑːm] 𝄆 [rʊ.buː.ʕʊ‿ʃ.ʃæ.ʔæː.mi bʊ.ruː.ʒʊ.l‿ʕɑ.læː] [tʊ.ħæː.kiː‿s.sæ.mæː.ʔæ bɪ.ʕɑː.liː‿s.sæ.næː] 𝄇 [fɑ.ʔɑr.dˤʊn zæ.hæt bɪʃ.ʃʊ.muː.sɪ‿l.wɪ.dˤɑ] [sæ.mæː.ʔʊn læ.ʕɑm.ru.kæ ʔæw kæ‿s.sæ.mæː] [rɑ.fiː.fʊ‿l.ʔæ.mæː.ni wɑ χɑf.qʊ‿l.fu.ʔæːd] [ʕɑ.læː ʕɑ.læ.mɪn dˤɑm.mæ ʃæm.læ‿l.bi.læːd] [ʔæ.mæː fiː.hi mɪn kʊl.lɪ ʕɑj.nɪn sæ.wæːd] [wæ mɪn dæ.mi kʊl.li ʃæ.hiː.dɪn mi.dæːd] 𝄆 [nʊ.fuː.sʊn ʔu.bæː.tʊn wɑ mɑː.dˤɪn mæ.ʒiːd] [wɑ ruː.hʊ‿l.ʔɑ.dˤɑː.ħɪ rɑ.qɪː.bʊn ʕɑ.tiːd] 𝄇 [fæ.mɪn.næː‿l.wæ.liː.du wæ mɪn.næː‿r.ræ.ʃiːd] [fæ.lɪm læː næ.suː.du wæ lɪm læː næ.ʃiːd] |

### Remix de l'ASL
En 2012, l'Armée syrienne libre crée un nouvel hymne sur l'air de l'Hymne de la Syrie en mettant des paroles contre le régime de Bachar El-Assad.
| Texte en arabe | Translittération | Traduction en français |
| --- | --- | --- |
| هومات ادءديياري الييكوم سالام الءسهابو يوريدو يسقاط الءنيظام دامو الءسهورا فا 'الييكوم هارام فاهوبوا لينوصرا تي سةاب يو ضام روبو'ا الءسهافام تىآني الاسا واتاسهكو الي اللاه يظولما قاسا روبو'ا الءسهافام تىآني الاسا واتاسهكو الي اللاه يظولما قاسا فاجور حو الءحار ايلي لا يوتناتسا واطهور الءسهاما ليقاد دونيسا بىازمي الءيقيني واصيدقي الءفواد واسيلمياه تيتاحادا الء'اتاد سانوقتالعهو الءظيلم مون كولي واد واناچالو مين صابيرا تا كهايرا زاد فاسها'ابو وافيو ليماضي ماجيد وافي الءبيايبتي قاويو 'اتيد فاسها'ابو وافيو ليماضي ماجيد وافي الءبيايبتي قاويو 'اتيد سايابقا 'الا الء'اهياد يا ابان الءواليد واليلاموه الءيماجدا ساوفا يو'ايد | hūmāt adʾdyiārī al-yikūm sālām al-ʾshābū īūrīdū īsqāṭ al-ʾnīẓām dāmū al-ʾshūrā fā 'ālyikūm hārām fāhūbwā līnūṣrā tī sẗāb īū ḍām rūbū'ā al-ʾshāfām tiʾānī al-āsā wātāshkū al-ī al-lāh īẓūlmā qāsā rūbū'ā al-ʾshāfām tiʾānī al-āsā wātāshkū al-ī al-lāh īẓūlmā qāsā fāǧūr ḥū al-ʾḥār aīlī lā īūtnātsā wāṭhūr al-ʾshāmā līqād dūnīsā biāzmī al-ʾīqīnī wāṣīdqī al-ʾfwād wāsīlmīāh tītāḥādā al-ʾ'ātād sānūqtālʿhū al-ʾẓīlm mūn kūlī wād wānāچālū mīn ṣābīrā tā khāīrā zād fāshā'ābū wāfīū līmāḍī māǧīd wāfī al-ʾbīāībtī qāwyū 'ātīd fāshā'ābū wāfīū līmāḍī māǧīd wāfī al-ʾbīāībtī qāwyū 'ātīd sāīābqā 'ālā al-ʾ'āhīād īā abān al-ʾwālīd wālīlāmūh al-ʾīmāǧdā sāūfā īū'āīd | Gardiens de la patrie, paix sur vous Les gens demandent la suppression du régime Vous ne devez pas verser de sang honorable Se lever pour soutenir les personnes opprimées. Le peuple syrien souffre beaucoup Et demandant à Dieu le soutien et la protection Le peuple syrien souffre beaucoup Et demandant à Dieu le soutien et la protection Les femmes syriennes libres souffrent Et la terre bénie de Syrie est violée. Avec une foi et une détermination fortes Et un mouvement pacifique qui défie l'oppression Nous briserons l'injustice partout Et faire de la patience notre slogan. Des gens si fidèles avec une grande histoire Ne pourrait jamais être vaincu Des gens si fidèles avec une grande histoire Ne pourrait jamais être vaincu Nous serons toujours fidèles à Khaled Ibn Al-walid Et pour une grande nation, la gloire que nous récupérerons. |